# Маріо Сауер
Ма́ріо Са́уер (словац. Mário Sauer; нар. 15 травня 2004) — словацький футболіст, півзахисник французького клубу «Тулуза».

## Клубна кар'єра

### «Жиліна»
Вихованець команд клубів «Рача», «Слован» і «Жиліна». 27 лютого 2021 року дебютував за резервну команду в поєдинку Другої ліги проти «Петржалки». 16 травня 2021 року дебютував в основному складі «Жиліни» в матчі Фортуна-ліги проти трнавського «Спартака», замінивши Вагана Бічахчяна.
23 жовтня 2021 року в поєдинку Другої ліги проти «Кошице» забив свій перший гол у кар'єрі. 19 лютого 2022 року в поєдинку проти «Земпліна» забив свій перший гол за «Жиліну». 27 травня 2022 року продовжив контракт з клубом до червня 2025 року. 13 липня 2023 року в матчі кваліфікації Ліги конференцій УЄФА проти естонської «Левадії» дебютував у єврокубках.
30 жовтня 2024 року продовжив контракт з «Жиліною» до червня 2026 року.

### «Тулуза»
22 травня 2025 року перейшов у французький клуб «Тулуза». Таким чином став другим словацьким футболістом в «Тулузі» після Вільяма Гиравого, який виступав за клуб в сезоні 1991–92. 16 серпня дебютував за нову команду в матчі Ліги 1 проти «Ніцци», вийшовши в стартовому складі.

## Кар'єра в збірній
Виступав за збірні Словаччини до 19 і до 20 років.
У травні 2023 року потрапив у заявку збірної до 20 років на молодіжний чемпіонат світу 2023 в Аргентині. На турнірі провів три матчі, а його команда дійшла до 1/8 фіналу, де поступилась збірній Колумбії.
В червні 2025 року потрапив в заявку збірної до 21 року на домашній молодіжний чемпіонат Європи. На турнірі провів три матчі, а його команда не вийшла з групи.

## Особисте життя
Його молодший брат Лео також професіональний футболіст і виступає за НАК (Бреда).

## Статистика виступів
Станом на 16 серпня 2025 
| Клуб              | Сезон             | Чемпіонат         | Чемпіонат | Чемпіонат | Кубок | Кубок | Єврокубки | Єврокубки | Інші  | Інші | Всього | Всього |
| Клуб              | Сезон             | Дивізіон          | Матчі     | Голи      | Матчі | Голи  | Матчі     | Голи      | Матчі | Голи | Матчі  | Голи   |
| ----------------- | ----------------- | ----------------- | --------- | --------- | ----- | ----- | --------- | --------- | ----- | ---- | ------ | ------ |
| Жиліна Б          | 2020–21           | Друга ліга        | 1         | 0         | —     | —     | —         | —         | —     | —    | 1      | 0      |
| Жиліна Б          | 2021–22           | Друга ліга        | 11        | 4         | —     | —     | —         | —         | —     | —    | 11     | 4      |
| Жиліна Б          | 2022–23           | Друга ліга        | 11        | 3         | —     | —     | —         | —         | —     | —    | 11     | 3      |
| Жиліна Б          | Всього            | Всього            | 23        | 7         | 0     | 0     | 0         | 0         | 0     | 0    | 23     | 7      |
| Жиліна            | 2020–21           | Фортуна-ліга      | 1         | 0         | 0     | 0     | —         | —         | —     | —    | 1      | 0      |
| Жиліна            | 2021–22           | Фортуна-ліга      | 10        | 1         | 1     | 0     | —         | —         | —     | —    | 11     | 1      |
| Жиліна            | 2022–23           | Фортуна-ліга      | 15        | 0         | 1     | 1     | —         | —         | —     | —    | 16     | 1      |
| Жиліна            | 2023–24           | Фортуна-ліга      | 29        | 6         | 1     | 0     | 4         | 0         | —     | —    | 34     | 6      |
| Жиліна            | 2024–25           | Фортуна-ліга      | 32        | 7         | 5     | 1     | —         | —         | —     | —    | 37     | 8      |
| Жиліна            | Всього            | Всього            | 87        | 14        | 8     | 2     | 4         | 0         | 0     | 0    | 99     | 16     |
| Тулуза            | 2025–26           | Ліга 1            | 1         | 0         | 0     | 0     | —         | —         | 0     | 0    | 1      | 0      |
| Всього за кар'єру | Всього за кар'єру | Всього за кар'єру | 111       | 21        | 8     | 2     | 4         | 0         | 0     | 0    | 123    | 23     |

1. ↑  Матчі в Лізі конференцій УЄФА